# ニッソール
ニッソールは、かつて使われた有機フッ素系殺虫剤の一種である。有効成分はN-メチル-N-(1-ナフチル)-モノフルオール酢酸アミド。日本の毒物及び劇物取締法では劇物に該当する。

## 歴史
日本曹達が開発した農薬で、1965年2月27日に農薬登録を受けた。果樹のハダニ、アブラムシ、カイガラムシに適用され、登録期間中の累計生産量は乳剤で1768キロリットル、年間生産量はピーク時の1968農薬年度に307キロリットルであった。1975年9月17日に登録失効した。

### 中毒事故
1967年7月14日。和歌山県海草郡下津町のミカン農園で5時間にわたりニッソールを散布していた17歳の高校生が、痙攣を起こし意識不明になった。解毒剤の投与などの治療が行われたが、16日に死亡。高校生の両親は、メーカーと製品を認可した国を相手取り、和歌山地方裁判所に民事訴訟を起こした。1985年6月、メーカーが賠償金を支払うことで和解が成立した。農薬メーカーが公式に賠償金を支払うのは、日本では初めてのことであったが、国の責任は問われなかった。